# Raya Haffar El-Hassan
Raya Haffar El-Hassan (née en 1967 à Tripoli au Liban), est une femme politique libanaise.
Elle est membre de l'Alliance du 14 Mars. Avant sa nomination comme ministre des Finances du Liban, elle a travaillé au sein de plusieurs administration au Liban dirigeant des projets du Programme des Nations unies pour le développement et la Banque mondiale. Elle est également membre du bureau politique du Courant du futur.
En 2019, elle est nommée ministre de l’Intérieur et des Municipalités. Elle devient la première femme désignée pour ce poste dans l'histoire du Liban et du monde arabe.

## Formation
Raya Haffar El-Hassan est diplômé en gestion administrative de l’Université américaine de Beyrouth en 1987, puis obtient un MBA en finances et investissements de la George Washington University en 1990,.

## Carrière politique
De novembre 2009 à janvier 2011, Raya Haffar El-Hassan est la première femme à avoir été nommée ministre des Finances au Liban (l'un des quatre « portefeuilles souverains ») par l'ancien gouvernement Saad Hariri,. Avec la ministre d'État sans portefeuille Mona Afeich, Raya Haffar El-Hassan a été l'une des deux femmes nommées en novembre 2009 par le cabinet de Saad Hariri.
En avril 2015, Raya El-Hassan est nommée présidente de l’autorité de la Zone économique spéciale (ZES) de Tripoli,.
Le 31 janvier 2019, elle est nommée ministre de l’Intérieur et des Municipalités par le premier ministre Saad Hariri lors de la nouvelle composition du troisième gouvernement, elle devient la première femme désignée pour ce poste dans l'histoire du Liban et du monde arabe,,.

## Vie personnelle
Elle est mère de trois enfants.